# Silver Springs Shores
Silver Springs Shores – jednostka osadnicza w Stanach Zjednoczonych, w stanie Floryda, w hrabstwie Marion.